# حیات وحش بوروندی

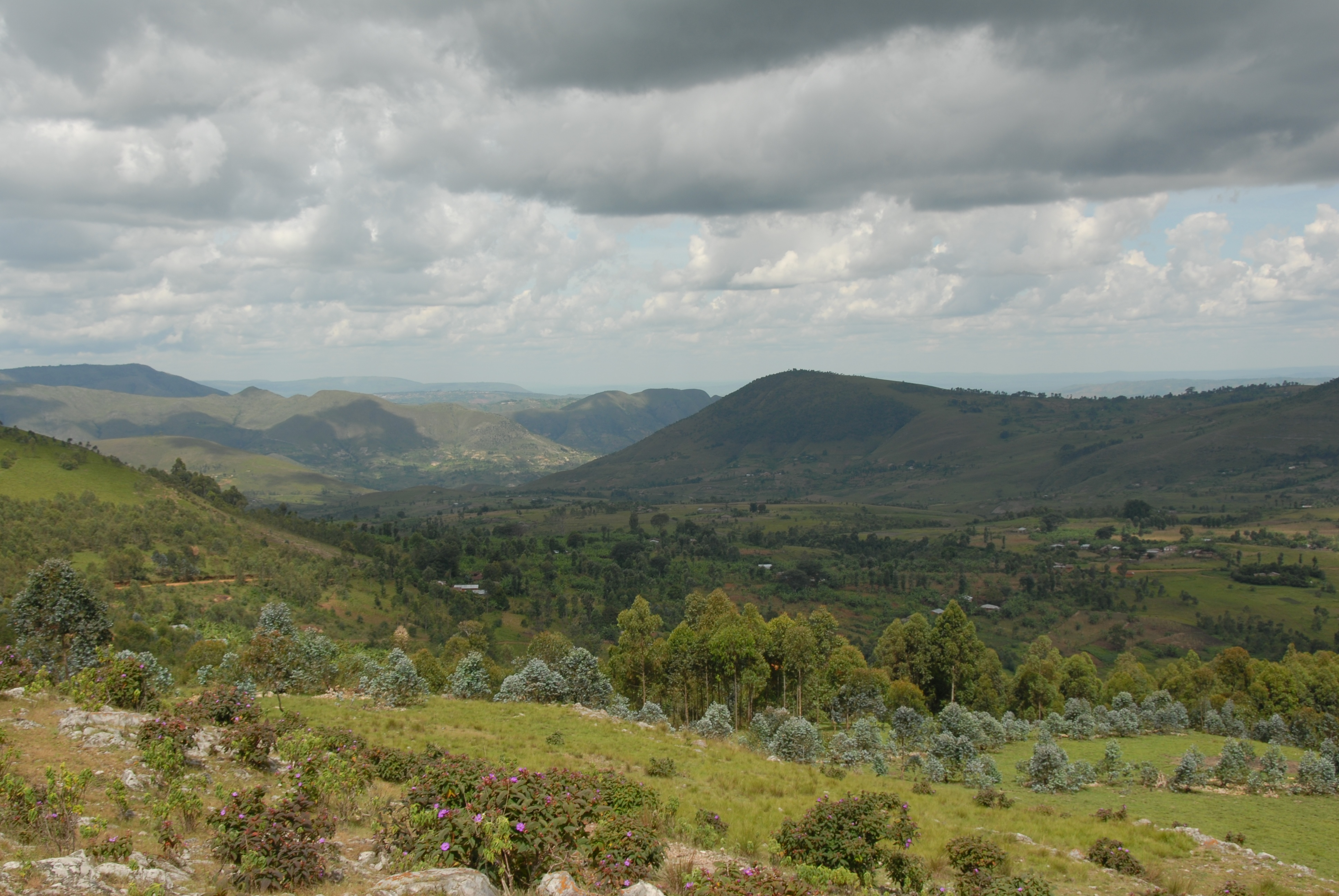
نمایی از زیست‌بوم شهر رومونگو در سرزمین بوروندی، ۲۰۰۷

حیات وحش بوروندی متشکل از گیاگان و زیاگان این کشور است. این کشور کوچک محصور در خشکی جایگاه ۲٬۹۵۰ گونه گیاه، ۵۹۶ پرنده، ۱۶۳ گونه پستاندار، ۵۲ گونه خزنده، ۵۶ گونه دوزیست و ۲۱۵ گونه ماهی است. حیات وحش در سال‌های اخیر شدیداً کاهش یافته که علتش بیشتر فشار جمعیت شدید، تبدیل ناحیه‌های بزرگ جنگلی به زمین کشاورزی و دامداری گسترده است.

### مآخذ
- East, Rod (1999). African Antelope Database 1998. IUCN. ISBN 978-2-8317-0477-7.
- UNEP. "National Biosafety Framework in Burundi" (PDF). UNEP Organization. Archived from the original (pdf) on 2008-03-17.